# Tetramelaceae
Die Tetramelaceae sind eine Pflanzenfamilie innerhalb der Ordnung der Kürbisartigen (Cucurbitales). Die nur zwei Arten weisen eine paläotropische Verbreitung auf.

## Beschreibung

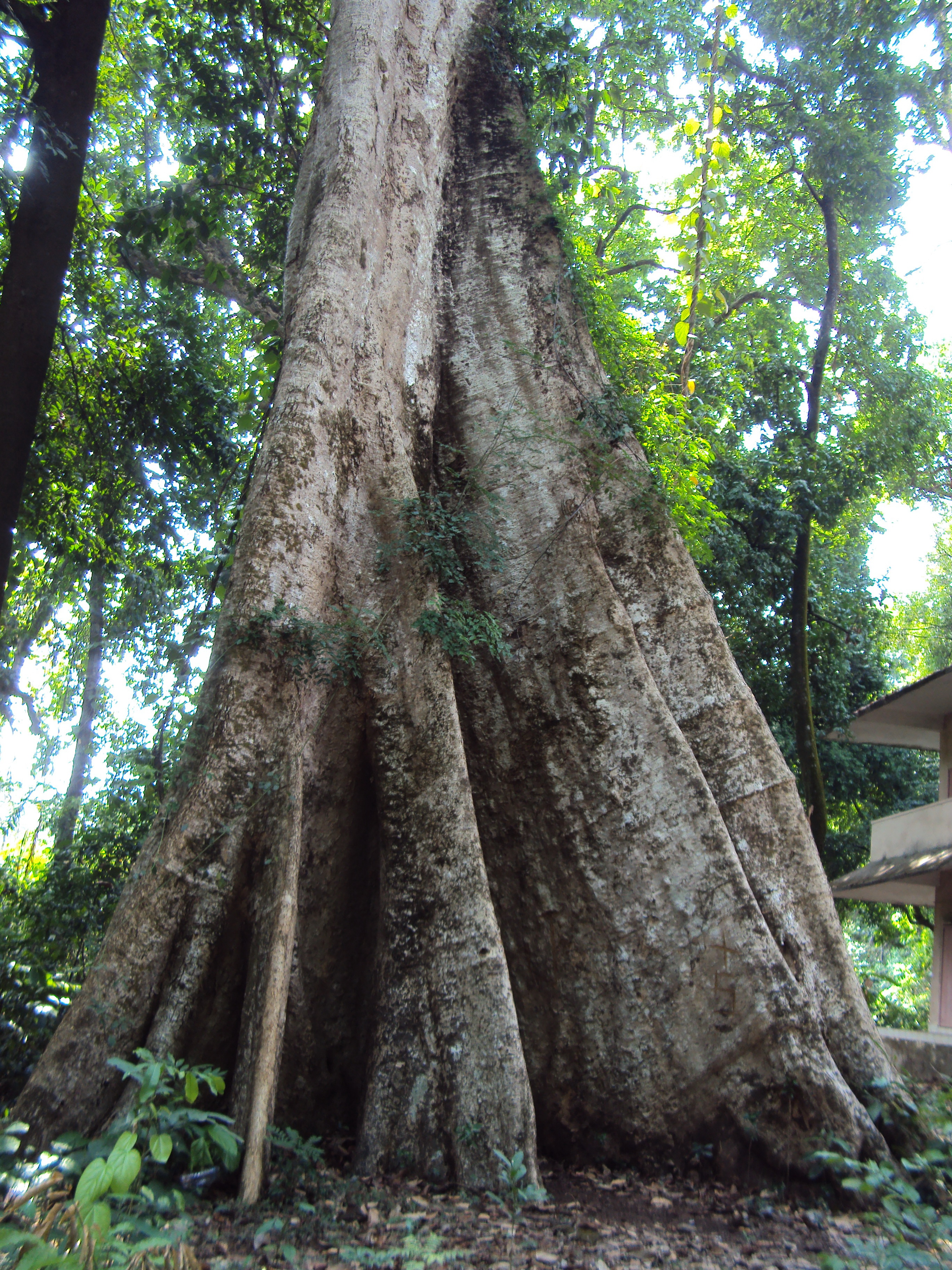
Brettwurzeln von Tetrameles nudiflora

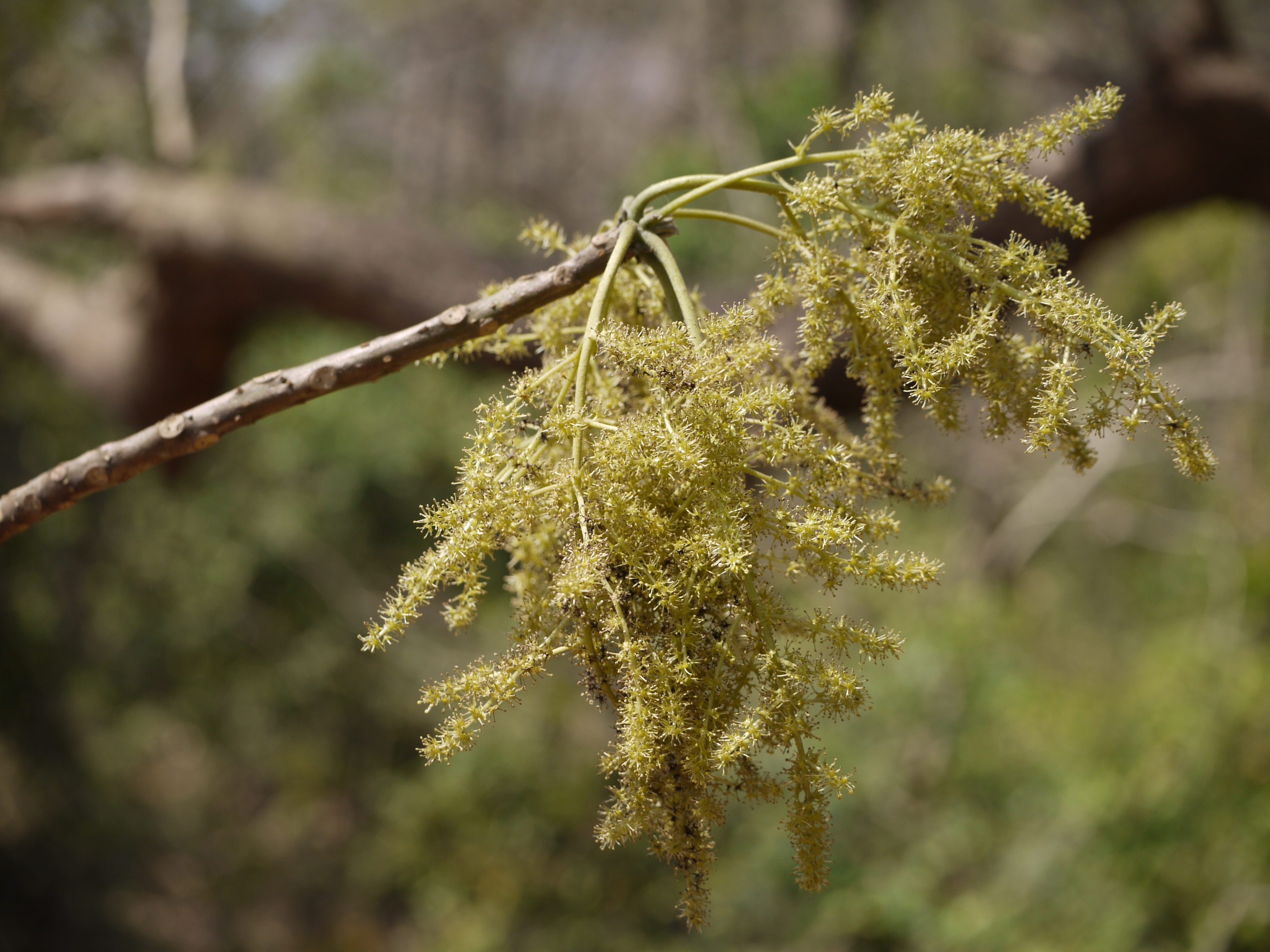
Blütenstand mit männlichen Blüten von Tetrameles nudiflora

### Vegetative Merkmale
Die beiden Arten wachsen als meist laubabwerfende (selten immergrüne), hohe Bäume. Das Holz ist weich. Die wechselständigen Laubblätter sind in lange Blattstiele und einfache Blattspreiten gegliedert. Die herzförmigen Blattspreiten sind meist flaumig behaart und mit drei bis fünf Seitennerven fiedernervig. Der Blattrand ist glatt oder gezähnt. Nebenblätter fehlen.

### Generative Merkmale
Tetramelaceae sind zweihäusig getrenntgeschlechtig (diözisch), es gibt also weibliche und männliche Pflanzen. In den obersten Bereichen der Baumkrone befinden sich lange, herabhängende Ähren oder Rispen. Die Hochblätter fallen früh ab. Die Blüten sind bei den beiden Arten sehr unterschiedlich aufgebaut (siehe auch die Zahlenangabe im Gattungsnamen: tetra = vier und octo = acht): Bei Tetrameles sind die Blüten meist vierzählig und es ist ein doppeltes Perianth vorhanden. Bei Octomeles sind die Blüten meist sechs- bis achtzählig, mit einfacher oder doppelter Blütenhülle. Bei männlichen Blüten sind vier (bei Tetrameles) oder sechs bis acht (bei Octomeles) freie Staubblätter vorhanden. Die vier (bei Tetrameles) oder sechs bis acht (bei Octomeles) Fruchtblätter sind zu einem unterständigen, parakarpen, einkammerigen Fruchtknoten verwachsen, in dem sich in parietaler Plazentation viele Samenanlagen befinden. Die vier oder acht freien, kurzen, gedrungenen Griffel enden jeweils in einer kopfigen Narbe.
Sie bilden Kapselfrüchte, die jeweils 20 bis über 100 kleinen Samen enthalten. Die winzigen Samen sind ei- oder spindelförmig oder fädig.

## Systematik und Verbreitung
Die beiden Arten dieser Familie gedeihen in den Tropen: Indischer Subkontinent, Südostasien, Malaiischer Archipel und Australien. 
Die Erstveröffentlichung des Familiennamens Tetramelaceae erfolgte 1965 durch Herbert Kenneth Airy Shaw in Kew Bulletin, 18, S. 267. Die Typusgattung ist Tetrameles R.Br. Aber als gültige Veröffentlichung gilt Y. Z. Wang und Turland: Tetramelaceae. in der Flora of China, Volume 13, 2007, S. 151. Die Arten waren früher in die Familie der Scheinhanfgewächse (Datiscaceae) eingeordnet.
In der Familie der Tetramelaceae gibt es nur zwei monotypische Gattungen, also nur zwei Arten:
- Tetrameles R.Br.: Sie enthält nur eine Art.
  - Tetrameles nudiflora R.Br.: Trivialnamen sind Thitpok (Indien), Baing oder Sawbya (Burma), Mengkundor (Malaysia), Sompong (Thailand), Spung (Kambodscha). Diese Art besitzt meist vierzählige (oder selten fünfzählige) Blüten. Dieser brettwurzelnbildende Laubbaum wächst in Höhenlagen zwischen 200 und 500 Meter im westlichen Indien und Bangladesch, auf Sri Lanka und den Andamanen, im tropischen Himalaya (von Nepal bis Bhutan), in Südostasien, auf dem Indonesischen Archipel und im australischen Queensland. Seine Chromosomenzahl ist 2n = etwa 23.[1]
- Octomeles Miq.: Sie enthält nur eine Art.
  - Octomeles sumatrana Miq. (Syn.: Octomeles moluccana Warb.): Dieser Laubbaum kann Wuchshöhen von über 60 Metern und Stammdurchmesser von 4 Meter erreichen. Diese Art besitzt (fünf- oder) sechs- bis achtzählige Blüten. An Flüssen ist diese Art oft eine konkurrenzstarke Pionierpflanze. Diese Art ist in Indonesien, Ostmalaysia, Neuguinea, Philippinen und den Salomonen beheimatet.

## Nutzung
Das Holz von beiden Arten wird genutzt: 
- Das Holz von Octomeles sumatrana hat die Handelsnamen: benuang, winuang, binuang bini, erima, irima, ilimo, bilus, barong, barousan.[2]
- Das Holz von Tetrameles nudiflora ist widerstandsfähig gegen bohrende marine Organismen und wird deshalb gerne im Schiffbau verwendet.[3]